# Germanistentag
Germanistentag ist der Name zweier Versammlungen in den Jahren 1846 und 1847. Der enger fachwissenschaftlich ausgerichtete Deutsche Germanistentag wird dagegen seit mehreren Jahrzehnten alle 3 Jahre vom Deutschen Germanistenverband ausgerichtet.

## Bedeutung

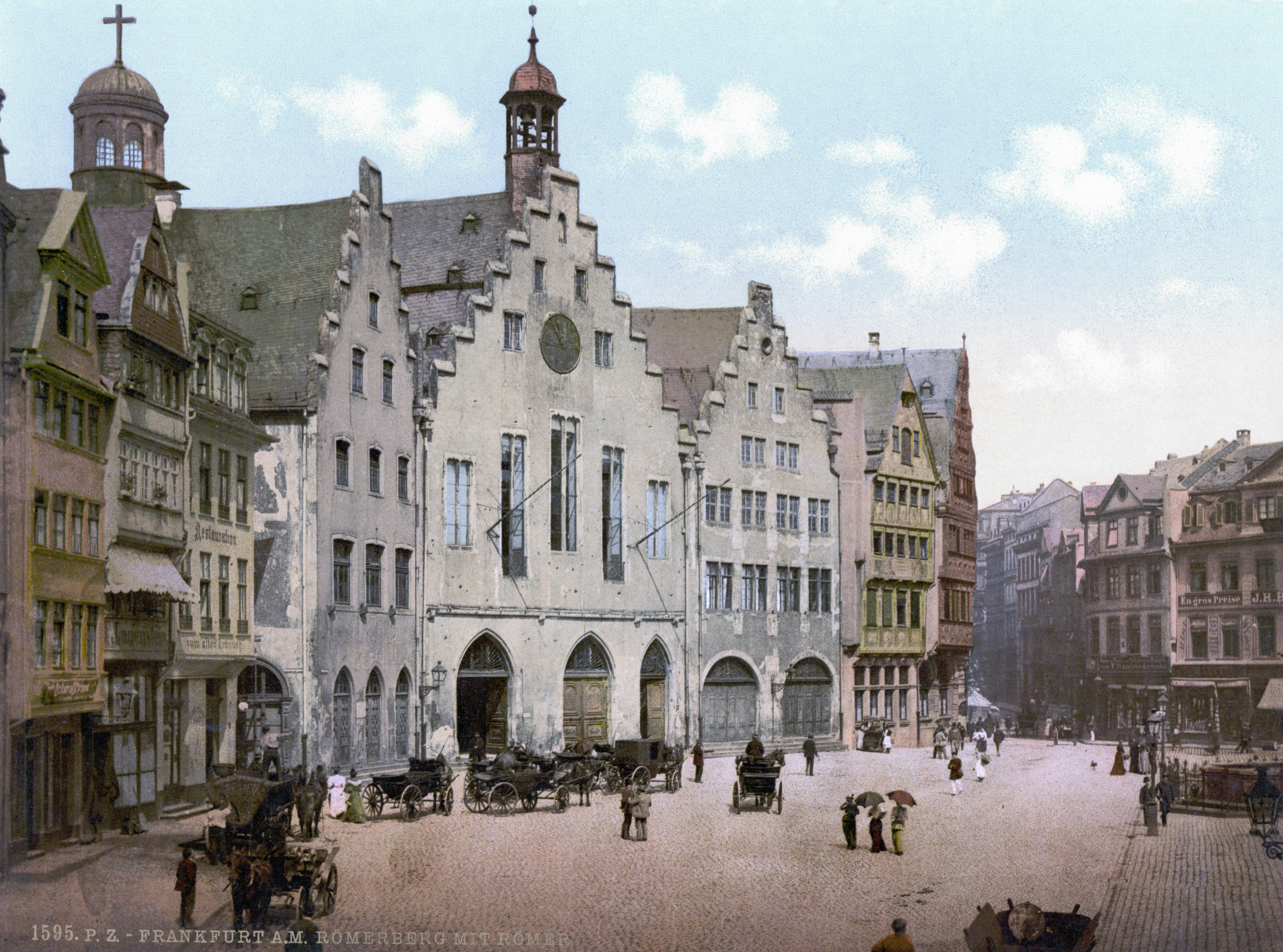
Tagungsort Römer in Frankfurt

Tagungsort Lübecker Rathaus

1846 war die Tagung in Frankfurt am Main, 1847 vor dem Hintergrund der Schleswig-Holstein-Frage und als Erfolg einer heute als Jung-Lübeck bezeichneten Erneuerungsgruppe in Lübeck. Der Ausbruch der Märzrevolution verhinderte weitere Germanistentage. Sie waren eine Initiative deutscher Hochschulwissenschaftler im Zuge der Entwicklung eines deutschen Nationalgefühls. Im Gegensatz zu heute hatte der Begriff Germanistik im Vormärz  eine weitergehende Bedeutung: Er verband Historiker, Juristen und Sprach- und Literaturwissenschaftler, die sich mit deutscher Geschichte, deutschem Recht und deutscher Sprache befassten.
Zu den Teilnehmern gehörten bei den Germanistentagen im 19. Jahrhundert nicht nur Sprachforscher, sondern mehr Rechtsgelehrte und Historiker. Die Germanistentreffen werden daher auch als Vorläuferveranstaltung der seit 1860 regelmäßig stattfindenden Deutschen Juristentage angesehen. Den Germanistentagen in den 1840er Jahren vorausgegangen sind andere Veranstaltungen mit wissenschaftlich-nationaler Ausrichtung wie dem Gutenberg-Fest 1840, der Feier zum tausendjährigen Jubiläum des Vertrags von Verdun 1843 oder Luthers dreihundertstem Todestag 1846.

### Germanistentag 1846 in Frankfurt
Auf dem ersten, 1846 von dem Tübinger Juristen August Ludwig Reyscher in Frankfurt initiierten Germanistentag sprachen etwa Friedrich Christoph Dahlmann, Georg Waitz und Johann Gustav Droysen über die Unteilbarkeit Schleswig-Holsteins. Jacob Grimm redete Über den Werth der ungenauen Wissenschaften, sein Bruder Wilhelm Über das deutsche Wörterbuch.  Die Tagungen wurden im Römer zu Frankfurt abgehalten.

### Germanistentag 1847 in Lübeck
1847 wurden auf dem Germanistentag in der Zeit vom 27. bis 30. September 1847 unter Leitung von Jacob Grimm in Lübeck vor 170 Wissenschaftlern Vorträge über die nationale Bedeutung der Hanse, die deutsche Ostkolonisation und über die Erneuerung der deutschen Gerichtsverfassung  gehalten. Tagungsort war die im Stil der Revolutionsarchitektur erbaute Reformierte Kirche. Am letzten Tag forderte der Darmstädter Hofrat Heinrich Karl Jaup ein allgemeines deutsches Bürgerrecht als einen Schritt zur geistigen Einheit Deutschlands. Heinrich von Treitschke bezeichnete die Germanistenversammlung in Lübeck als einen „geistigen Landtag des deutschen Volkes“. Die Veranstaltung endete mit einem Festbankett in einem der Gewölbekeller des Ratskellers zu Lübeck unter dem Lübecker Rathaus, der seither Germanistenkeller genannt wird.

### Planung des Germanistentages 1848 in Nürnberg
1848 sollte der Germanistentag in Nürnberg stattfinden. Jacob Grimm bat König Ludwig I. von Bayern dafür um seine Erlaubnis. Ludwig erteilte diese und übermittelte dem Wissenschaftler seine Wertschätzung.
„Angenehm war Mir, von Ihnen, einem so ausgezeichneten Gelehrten… dieß erhalten zu haben. Ich ertheile mit Vergnügen Meine Bewilligung … und bin anbey mit aufrichtigen, werthschätzenden Gesinnungen Ihr wohlgeneigter Ludwig.“ 
Dieser Germanistentag fand jedoch wegen der Revolution 1848 und der Tätigkeit der Nationalversammlung nicht statt.

### Nachwirkung
Viele der Teilnehmer der Germanistenversammlungen zogen 1848 als Abgeordnete in die Frankfurter Nationalversammlung ein.

## Deutscher Germanistentag
Der Deutsche Germanistentag, der seit mehreren Jahrzehnten alle drei Jahre vom Deutschen Germanistenverband ausgerichtet wird, ist ein Forum der wissenschaftlichen und öffentlichen Auseinandersetzung mit den Zielen der Germanistik und des Deutschunterrichts. Im Jahr 2013 fand dieser an der Christian-Albrechts-Universität in Kiel statt; 2016 an der Universität Bayreuth mit dem Thema „Erzählen“ und 2019 an der Universität des Saarlandes mit dem Thema „Zeit“. Der 27. Germanistentag hat am 25. bis 28. September 2022 an der Universität Paderborn stattgefunden, das Rahmenthema lautete „Mehrdeutigkeiten“. Der 28. Germanistentag soll vom 14. bis 17. September 2025 an der Technischen Universität Braunschweig durchgeführt werden. Legendär wurde der Berliner Germanistentag 1968, als die Verstrickung namhafter Ordinarien in den Nationalsozialismus zur Sprache kam.